# Elagabalus
Marcus Aurelius Antoninus (rond 203-4 - 11 maart 222), algemeen bekend bij zijn bijnaam Elagabalus of Heliogabalus, was een Romeinse keizer van 218 - 222.

## Familie en priesterschap

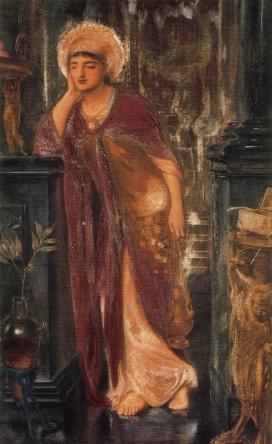
Elagabalus als zonnepriester

Elagabalus werd rond het jaar 203 als zoon van Sextus Varius Marcellus en Julia Soaemias Bassiana geboren. Zijn vader maakte aanvankelijk deel uit van de ridderlijke klasse, maar werd later tot de rang van senator verheven. Zijn grootmoeder Julia Maesa was de weduwe van de consul Julius Avitus, de zuster van Julia Domna en de schoonzus van keizer Septimius Severus.
Zijn moeder, Julia Soaemias was een nicht van de Romeinse keizer Caracalla. Andere familieleden waren onder andere zijn tante Julia Avita Mamaea en oom Marcus Julius Gessius Marcianus en hun zoon Alexander Severus. Elagabalus' familie had de erfelijke rechten in bezit op het priesterschap van de zonnegod El Gebal, van welke godheid Elagabalus bij Emesa (het moderne Homs) in Syrië de hogepriester was.
De godheid Elagabalus werd aanvankelijk alleen in Emesa vereerd. De naam is de Latijnse vorm van het Syrische Ilāh hag-Gabal, dat voortkomt uit Ilāh ("god") en Gabal ("berg" (vergelijk Hebreeuws: גבל gəbul en Arabisch: جبل jabal)), wat resulteert in de samenstelling "God in de berg", de Emeseense manifestatie van de godheid.
De cultus van de godheid verspreidde zich in de 2e eeuw naar andere delen van het Romeinse Rijk. Er is bijvoorbeeld een wijding gevonden in het castellum Laurium op het grondgebied van de huidige Nederlandse stad Woerden.
De god werd later in het Romeinse pantheon geïntroduceerd en daarin gelijkgesteld aan de Romeinse zonnegod die tijdens de Romeinse Republiek bekendstond onder de naam Sol Indiges en gedurende de 2e en 3e eeuw als Sol Invictus In de Griekse taal is de naam van de zonnegod Helios, vandaar de naam Heliogabalus, een variant op de naam Elagabalus.

## Machtsgreep

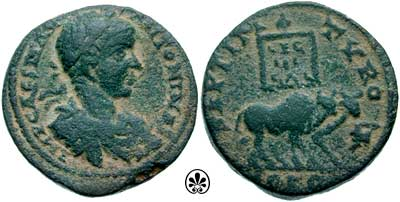
Denarius ter ere van de machtsovername door Elegabalus

Toen keizer Macrinus aan de macht kwam, onderdrukte hij de dreiging tegen zijn bewind door Julia Maesa, haar twee dochters en haar oudste kleinzoon Elagabalus, de familie van zijn vermoorde voorganger, Caracalla, naar hun landgoed bij Emesa in Syrië te verbannen. Meteen na aankomst in Syrië begon Julia Maesa in samenwerking met haar adviseur en Elagabalus' tutor Gannys een complot om het regime van Macrinus omver te werpen en de veertien jaar oude Elagabalus op de keizerlijke troon te verheffen.
Elagabalus' moeder verklaarde publiekelijk, dat Elagabalus een onwettige zoon van Caracalla was en om die reden de loyaliteit verdiende van de Romeinse soldaten en senatoren die trouw hadden gezworen aan Caracalla. Nadat Julia Maesa haar rijkdom aan het derde legioen in Raphana had getoond, zwoeren zij trouw aan Elagabalus. Bij zonsopgang op 16 mei 218 riep Publius Valerius Comazon Eutychianus, commandant van het derde legioen, hem tot keizer uit. Om zijn legitimiteit verder te versterken nam Elagabalus Caracalla's namen, Marcus Aurelius Antoninus, aan.
In reactie op deze gebeurtenissen zond Macrinus zijn pretoriaanse prefect Ulpius Julianus naar de regio met een contingent van troepen dat hij sterk genoeg achtte om de rebellie van het 3e legioen neer te slaan. Deze troepenmacht keerde zich echter tijdens de slag tegen zijn eigen commandanten en sloot zich vervolgens aan bij de troepenmacht van Elagabalus. De officieren werden gedood en het afgehakte hoofd van Ulpius Julianus werd teruggestuurd naar de keizer.
Macrinus zond nu brieven naar de Senaat waarin hij Elagabalus aan de kaak stelde als de Valse Antoninus en beweerde dat hij gek was. Beide consuls en andere hooggeplaatste leden die deel uitmaakten van het Romeinse leiderschap veroordeelden Elagabalus. De Senaat verklaarde de oorlog aan zowel Elagabalus als aan Julia Maesa.
De regering van Macrinus en zijn zoon raakte verder verzwakt door de desertie van het tweede Legioen naar de kant van Elagabalus als gevolg van steekpenningen en beloften door Julia Maesa. De troepen van Macrinus werden op 8 juni 218 verslagen tijdens de slag bij Antiochië door troepen onder bevel van Gannys. Macrinus vluchtte, vermomd als koerier, richting Italië, maar werd later in de buurt van Chalcedon onderschept en in Cappadocië geëxecuteerd. Zijn zoon Diadumenianus, die voor zijn veiligheid naar het hof in Parthia was gestuurd, werd in Zeugma gevangengenomen en ook ter dood gebracht.
Elagabalus riep de datum van de overwinning in de slag bij Antiochië als de begindatum van zijn regering uit. Hij nam de keizerlijke titel aan zonder voorafgaande instemming van de Senaat. Dit was in strijd met de traditie, maar zou gangbare praktijk worden onder 3e-eeuwse keizers. Hij zond verzoenende brieven naar Rome waarin amnestie aan de Senaat werd aangeboden en de wetten erkend werden. De regering van Macrinus en zijn zoon werd veroordeeld.
De senatoren reageerden hierop door Elagabalus als keizer te erkennen. Ook aanvaardden zij zijn claim dat hij de zoon van Caracalla was. Caracalla en Julia Domna werden beide vergoddelijkt door de Senaat. Zowel zijn grootmoeder Julia Maesa als zijn moeder Julia Soaemias werden verheven tot de rang van Augusta, en de gedachtenis aan zowel Macrinus als Diadumenianus werd veroordeeld door de Senaat (damnatio memoriae). De voormalige commandant van het derde legioen, Comazon, werd tot commandant van de pretoriaanse garde benoemd.

## Keizerschap

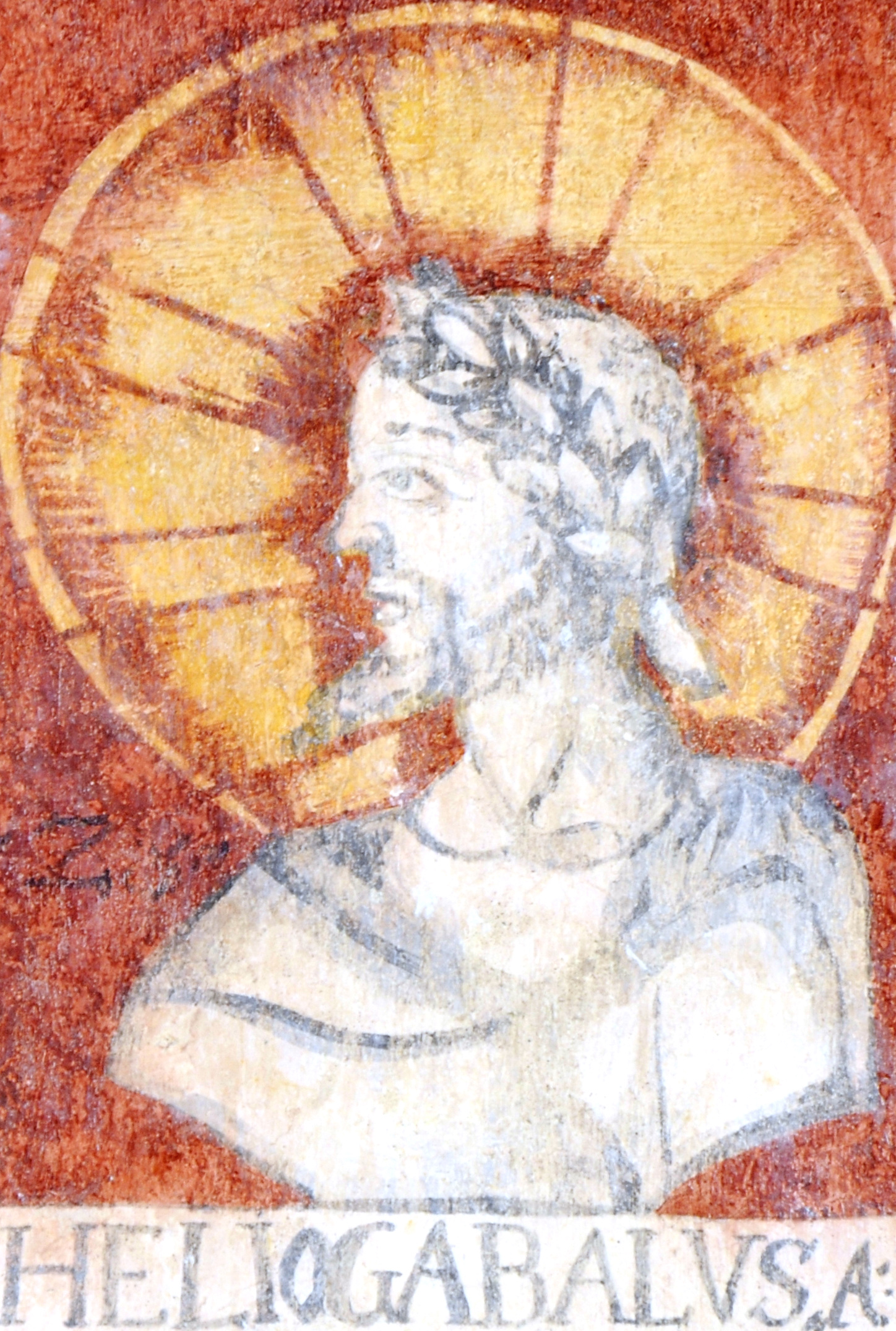
Elegabalus op een wandschildering in het kasteel van Forchtenstein in Oostenrijk.

Elagabalus en zijn entourage brachten de winter van 218 in Nicomedia in Bithynië door. Hier werd voor het eerst duidelijk dat de religieuze overtuigingen van de keizer een probleem vormden. Een tijdgenoot, de historicus Cassius Dio, suggereert dat de nieuwe keizer Gannys liet vermoorden, omdat hij Elagabalus dwong "gematigd en voorzichtig" te leven. Om de Romeinen te laten wennen aan het idee dat zij nu een Orientaalse priester als keizer hadden, liet Julia Maesa een schilderij van Elagabalus in priesterlijke gewaden naar Rome sturen. Daar werd dit schilderij opgehangen boven een standbeeld van de godin Victoria in de Curia Julia (het gebouw van de Senaat). Dit plaatste senatoren in een lastige positie: steeds als zij offers brachten aan Victoria, brachten zij ook offers aan Elagabalus.
De legioenen waren ontzet over het gedrag van de keizer en kregen al snel spijt van hun instemming met zijn troonsbestijging. Nog terwijl Elagabalus op weg was naar Rome, braken korte opstanden uit van zowel het vierde legioen (op instigatie van Gellius Maximus) als het derde legioen (dat verantwoordelijk was geweest voor de verheffing van Elagabalus op de troon, onder commando van de senator Verus). De opstanden werd snel neergeslagen en het derde legioen werd ontbonden.
Nadat zijn entourage in het najaar van 219 Rome bereikte, verkregen Comazon en andere bondgenoten van Julia Maesa en Elagabalus invloedrijke en lucratieve posities, dit tot grote woede van vele senatoren die personen van zulke lage komaf niet waardig achtten voor zulke voorrechten. Na zijn ambtstermijn als pretoriaanse prefect, diende Comazon drie keer achter elkaar als stadsprefect van Rome en twee keer als consul. Elagabalus devalueerde de Romeinse valuta al snel. Hij verlaagde de zilverzuiverheid van de denarius van 58% naar 46,5% - het werkelijke zilvergewicht daalde van 1,82 gram tot 1,41 gram. Ook heeft hij gedurende zijn periode in Rome de Antoninianus ontmunt.
Elagabalus probeerde zijn veronderstelde minnaar, de wagenmenner Hierocles tot Caesar te verheffen, terwijl een andere vermeende minnaar, de atleet Aurelius Zoticus, werd benoemd in de niet-administratieve, maar invloedrijke positie van Cubicularius (kamermeester) Zijn aanbod van amnestie voor de Romeinse bovenlaag werd grotendeels gehonoreerd, hoewel de jurist Ulpianus werd verbannen.
De relaties tussen Julia Maesa, Julia Soaemias en Elagabalus waren in het begin sterk. Zijn moeder en grootmoeder werden de eerste vrouwen die werden toegelaten tot de Senaat. Beide vrouwen ontvingen senatoriale titels: Soaemias de gevestigde titel van Clarissima, en Maesa het meer onorthodoxe Mater Castrorum et Senatus ("Moeder van het legerkamp en van de Senaat"). Terwijl Julia Maesa zichzelf probeerde te positioneren als de macht achter de troon en dus de machtigste vrouw in de wereld, bleek Elagabalus echter zeer onafhankelijk, vasthoudend en niet in de hand te houden.

## Religieuze controverse

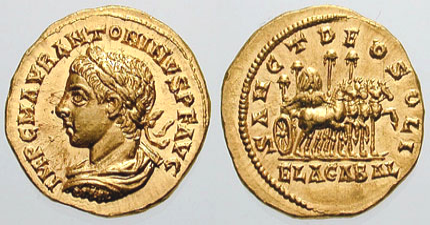
Een Romeinse aureus met een beeltenis van Elagabalus. Op de andere zijde staat Sanct Deo Soli Elagabal (Voor de heilige zonnegod Elagabal). De aureus toont een vierspan die een gouden wagen voortrekt met daarop de heilige steen uit de tempel van Emesa.

Sinds de regering van Septimius Severus was de aanbidding van de zon in het gehele keizerrijk in belang toegenomen. Elagabalus zag dit als een kans om Elagabal als de belangrijkste godheid van de Romeinse pantheon te installeren. De god werd omgedoopt tot Deus Sol Invictus, wat God de onverslagen zon betekent. Sol Invictus werd in het Pantheon zelfs in een positie boven Jupiter geplaatst.
Als een blijk van respect voor de Romeinse godsdienst, verenigde Elagabalus Astarte, Minerva, Urania of een combinatie van de drie met Elagabalus als diens vrouw. Voordat hij een tempel liet bouwen die speciaal aan Elagabalus gewijd was, plaatste Elagabalus de meteoriet van Elagabal naast de troon van Jupiter in de tempel van Jupiter Optimus Maximus.
Elagabalus veroorzaakte verdere aanstoot toen hij in het huwelijk trad met de Vestaalse Maagd Aquilia Severa. Hij beweerde dat uit dit huwelijk "godengelijkende kinderen" zouden voortkomen. Dit was een flagrante schending van Romeins recht en traditie. Daarin werd gesteld dat elke Vestaalse Maagd die zich schuldig had gemaakt aan seksuele handelingen levend moest worden begraven.
Aan de oostelijke zijde van het Palatijn werd een royale tempel gebouwd om El Gebal te huisvesten. In dit Elagabalium werd Elagabalus vertegenwoordigd door een zwarte conische meteoriet uit Emesa. Herodianus schreef: "Deze steen wordt aanbeden alsof hij uit de hemelen gezonden is; uit deze steen steekt een aantal kleine stukken uit; ook zijn er markeringen; hiervan willen de mensen geloven dat zij een ruw beeld van de zon vormen, want dit is hoe zij deze zien".
Om hogepriester van zijn nieuwe religie te kunnen worden, liet Elagabalus zijn voorhuid besnijden. Hij dwong senatoren om toe te kijken, terwijl hij begeleid door trommels en cymbalen rond het altaar van Deus Sol Invictus danste. Elke zomer hield hij bij gelegenheid van de zonnewende een aan de zonnegod gewijd festival. Dit festival werd populair bij de massa, mede wegens het gratis eten dat werd uitgedeeld. Elagabalus plaatste de steen van Emesa op een strijdwagen die was versierd met goud en juwelen. Daarmee reed hij door de stad:

Een door zes paarden getrokken strijdwagen vervoerde de godheid, de paarden waren enorm en vlekkeloos wit, bekleed met dure gouden gespen en rijke ornamenten. Niemand hield de teugels, en niemand bestuurde de wagen, het voertuig werd begeleid alsof de god zelf de wagenmenner was. Elagabalus liep achteruit aan de voorkant van de wagen, met uitzicht op de god. Hij hield de teugels van de paarden in zijn handen. Hij legde het gehele parcours, opkijkend naar het gezicht van zijn god, al achteruitlopend af

De heiligste relieken uit de Romeinse religie werden vanuit hun respectievelijke heiligdommen overgebracht naar het Elagabalium, met inbegrip van de Grote Moeder, het vuur van de Vesta, de schilden van de Salii en het Palladium, opdat er geen andere god kon worden aanbeden, behalve als dit samen met de aanbidding van Elagabalus gebeurde.

## Seks- en gendercontroverse

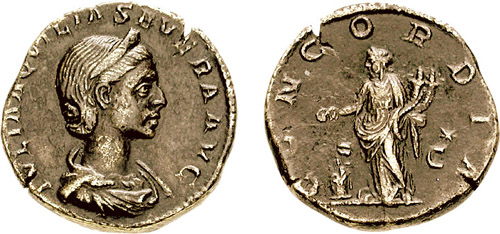
Elagabalus was tweemaal getrouwd met de vestaalse maagd Aquilia Severa.

Elagabalus' seksuele geaardheid en genderidentiteit zijn het onderwerp van veel discussie. In de vier jaar dat hij tussen zijn veertiende en achttiende keizer was trouwde en scheidde Elagabalus vijf keer. Drie van zijn vrouwen zijn bij naam bekend. Zijn eerste vrouw was Julia Cornelia Paula; de tweede was de Vestaalse Maagd Julia Aquilia Severa
Binnen een jaar verliet hij Aquilia Severa en ruilde haar in voor Annia Aurelia Faustina, een afstammeling van Marcus Aurelius en de weduwe van een man die kort daarvoor op bevel van Elagabalus was geëxecuteerd. Aan het einde van het jaar was hij echter weer terug bij zijn tweede vrouw Aquilia Severa. Volgens Cassius Dio was zijn meest stabiele relatie echter met de menner van zijn strijdwagen, een blonde slaaf uit Caria met de naam Hierocles, naar wie hij verwees als zijn echtgenoot.
De Historia Augusta beweert dat hij in een openbare ceremonie in Rome ook in het huwelijk zou zijn getreden met een man genaamd Zoticus, een atleet uit Smyrna. Cassius Dio meldde dat Elagabalus zijn ogen schilderde, zijn haar epileerde en pruiken droeg alvorens zich te prostitueren in kroegen, bordelen en zelfs in het keizerlijk paleis:

Ten slotte had hij een speciaal kamertje in het paleis ingericht, waar hij zijn onfatsoenlijkheden pleegde; bij de ingang van de deur stond hij altijd naakt, zoals de hoeren doen; hij bewoog het gordijn, dat aan gouden ringen hing, terwijl hij voorbijgangers met een zachte en smeltende stem trachtte te verleiden. Er waren natuurlijk mannen die speciaal de opdracht hadden gekregen om hun rol te spelen. Want, zoals ook in andere zaken, had Elegabalus talrijke agenten, die precies die mannen uitzochten die hem in hun smerigheid het best konden behagen. Hij vroeg geld voor deze vunzigheid en liet zich zelfs tevreden uit over zijn winsten; hij maakte ook ruzie met zijn partners in dit beschamende beroep; hij beweerde dat hij meer liefhebbers had dan zij en ook meer geld verdiende.

Herodianus merkte op, dat Elagabalus zijn eigen uiterlijk regelmatig benadrukte door het gebruik van cosmetica. Hij werd omschreven als zijnde "zeer verheugd om minnares, vrouw, koningin van Hierocles te worden genoemd". Ook zou hij grote sommen geld hebben geboden aan elke arts die hem kon uitrusten met vrouwelijke geslachtsorganen. Met name op basis van deze laatste zinsnede is Elagabalus door sommige moderne schrijvers als transgender, misschien zelfs transseksueel gekarakteriseerd.

## Verlies aan macht

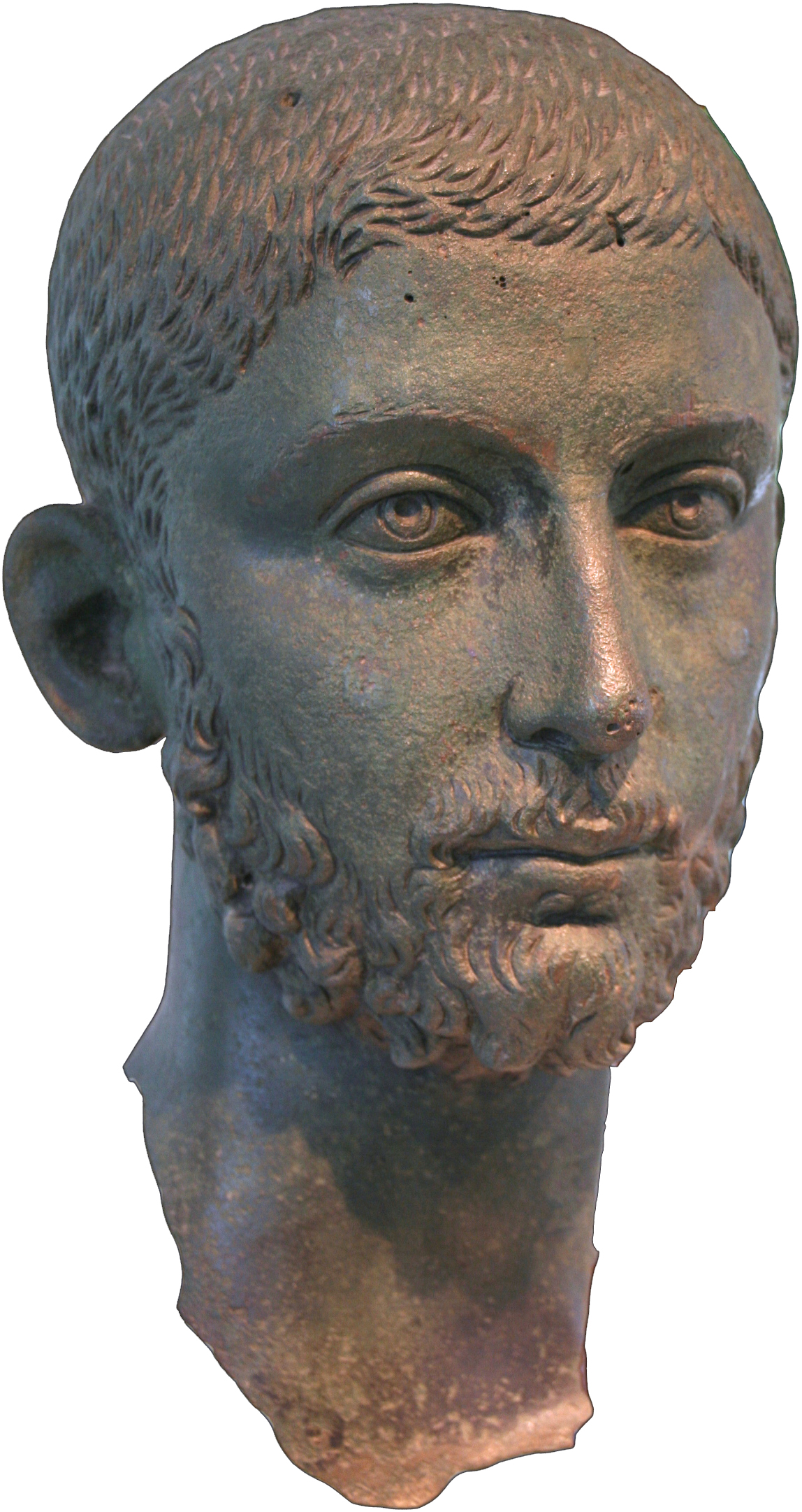
Severus Alexander werd door Julia Maesa, grootmoeder van Elagabalus, naar voren geschoven om Elagabalus te vervangen.

Tegen 221 werkten de excentriciteiten van Elagabalus, in het bijzonder zijn relatie met Hierocles, steeds meer op de zenuwen van de soldaten van de pretoriaanse garde. Toen Elagabalus' grootmoeder Julia Maesa begreep dat de steun voor het keizerschap van Elagabalus tanende was, besloot ze dat hij en zijn moeder, die hem had aangemoedigd in zijn controversiële religieuze praktijken, moesten worden vervangen. Als alternatieven wendde zij zich tot haar andere dochter Julia Avita Mamaea en haar zoon, de dertien jaar oude Severus Alexander.
Zij overtuigde Elagabalus ervan zijn neef Alexander tot erfgenaam te benoemen, en Alexander kreeg de titel Caesar. Hij deelde dat jaar het consulaat met de keizer. Elagabalus kwam echter op deze regeling terug toen hij begon te vermoeden dat de pretoriaanse garde de voorkeur gaf aan zijn neef boven hem.
Nadat verschillende pogingen om Alexander te vermoorden waren mislukt, nam Elagabalus Alexander zijn titels af, trok zijn consulschap in en liet het nieuws verspreiden dat Alexander op sterven lag, om zo in te schatten hoe de pretoriaanse Garde zou reageren. Er volgde een rel en de pretoriaanse garde eiste om Elagabalus en Alexander in het Pretoriaanse kamp te zien.

## Moord op Elagabalus (222)
De keizer voldeed aan deze eis en presenteerde zich op 11 maart 222 gezamenlijk met zijn neef en hun beider moeders in het kamp van de pretoriaanse garde. Bij hun aankomst begonnen de soldaten te juichen voor Alexander. Zij negeerden Elagabalus, die vervolgens de opdracht gaf om iedereen die had deelgenomen aan deze daad van insubordinatie te arresteren en te executeren. In reactie hierop vielen leden van de pretoriaanse garde Elagabalus en zijn moeder aan:

Hij ondernam een poging om te vluchten, en zou ook ontsnapt zijn door zich in een kist te verbergen, als hij niet was ontdekt en vermoord. Hij was 18 jaar. Zijn moeder, die hem omhelsde en zich aan hem vastklampte, vond ook de dood; hun hoofden werden afgehakt; hun lichamen werden naakt uitgekleed en door de hele stad gesleept. Daarna werd het lichaam van zijn moeder ergens ter zijde geschoven, terwijl het lichaam van Elagabalus in de rivier werd gegooid.

Na deze moordpartij werden veel medewerkers van Elagabalus gedood of afgezet. Hieronder waren ook Hierocles en Comazon. Zijn religieuze edicten werden teruggedraaid. Ook werd de steen van El Gebal naar Emesa teruggestuurd. Verder werd het vrouwen voortaan weer verboden om vergaderingen van de Senaat bij te wonen. De praktijk van damnatio memoriae - het wissen van het publieke record van een voorheen bekend personage - werd in Elagabalus' geval systematisch ter hand genomen.

## Nalatenschap

### Historiografie

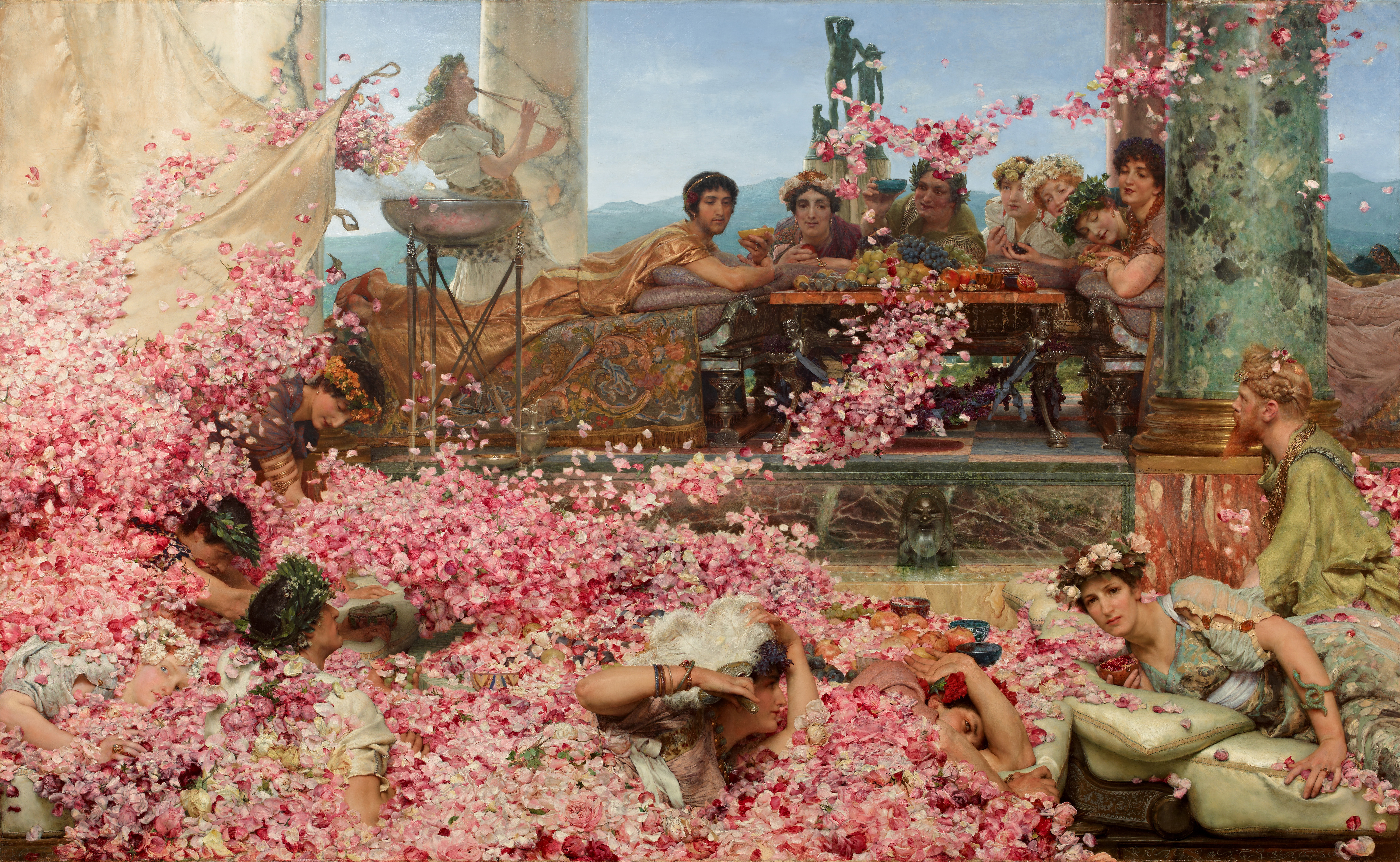
Lawrence Alma-Tadema, De rozen van Heliogabalus, 1888

Veel lasterlijke verhalen die over Elagabalus en zijn excentriciteiten de ronde doen, zijn waarschijnlijk overdreven. Een van de beruchtste incidenten die hem wordt aangerekend, is in het 19de-eeuwse schilderij De rozen van Heliogabalus door Lawrence Alma-Tadema vereeuwigd. Het toont de gasten op een van Elagabalus' extravagante diners, die onder een massa van "rozenblaadjes en andere bloemblaadjes" worden gesmoord.

#### Historia Augusta
De bron van veel van deze verhalen over de verdorvenheid van Elagabalus is de Historia Augusta. De wetenschappelijke consensus over dit werk is dat het in zijn details onbetrouwbaar is. De Historia Augusta werd waarschijnlijk tegen het einde van de 4e eeuw tijdens het bewind van keizer Theodosius I geschreven. Waarschijnlijk maakte de auteur - een navolger van Suetonius - deels gebruik van een aantal oudere, geattesteerde bronnen, maar verzon hij er ook het een en ander bij. Het leven van de jeugdige keizer, zoals beschreven in de Historia Augustus wordt voornamelijk als een werk van historische fictie beschouwd.

De uitspattingen die de auteur van de Historia Augustus aan Elagabalus toeschrijft moeten dus in een kritisch licht worden bezien.
Alleen de secties 13 tot 17, die gaan over de val van Elagabalus, worden als historisch waardevol gezien.

#### Cassius Dio
Onder de bronnen die geloofwaardiger zijn dan de Historia Augusta rekent men het werk van Cassius Dio en Herodianus. Als een tijdgenoot van Elagabalus wordt Cassius Dio's relaas van diens regering als veel betrouwbaarder gezien dan de Historia Augusta, hoewel Cassius Dio in zijn eigen werk aangeeft dat hij het grootste deel van de relevante periode buiten Rome doorbracht en zich daarom op verslagen uit de tweede hand moest baseren.
Bovendien was het politieke klimaat in de nasleep van de regering van Elagabalus, evenals Dio's eigen positie binnen de regering van Alexander, waarschijnlijk van invloed op zijn weergave van de waarheid over dit deel van zijn geschiedenis. Hij was niet in een positie om voluit gebruik te maken van het recht op vrije meningsuiting. Dio verwijst regelmatig naar Elagabalus als Sardanapalus, deels om hem te onderscheiden van zijn goddelijke naamgenoot, maar voornamelijk om bij te dragen aan de damnatio memoriae, die na de afzetting door de Senaat over Elegabalus was uitgesproken. Koning Sardanapalus was een weeldezuchtige Assyrische autocraat, die berucht was vanwege zijn liederlijke leven.

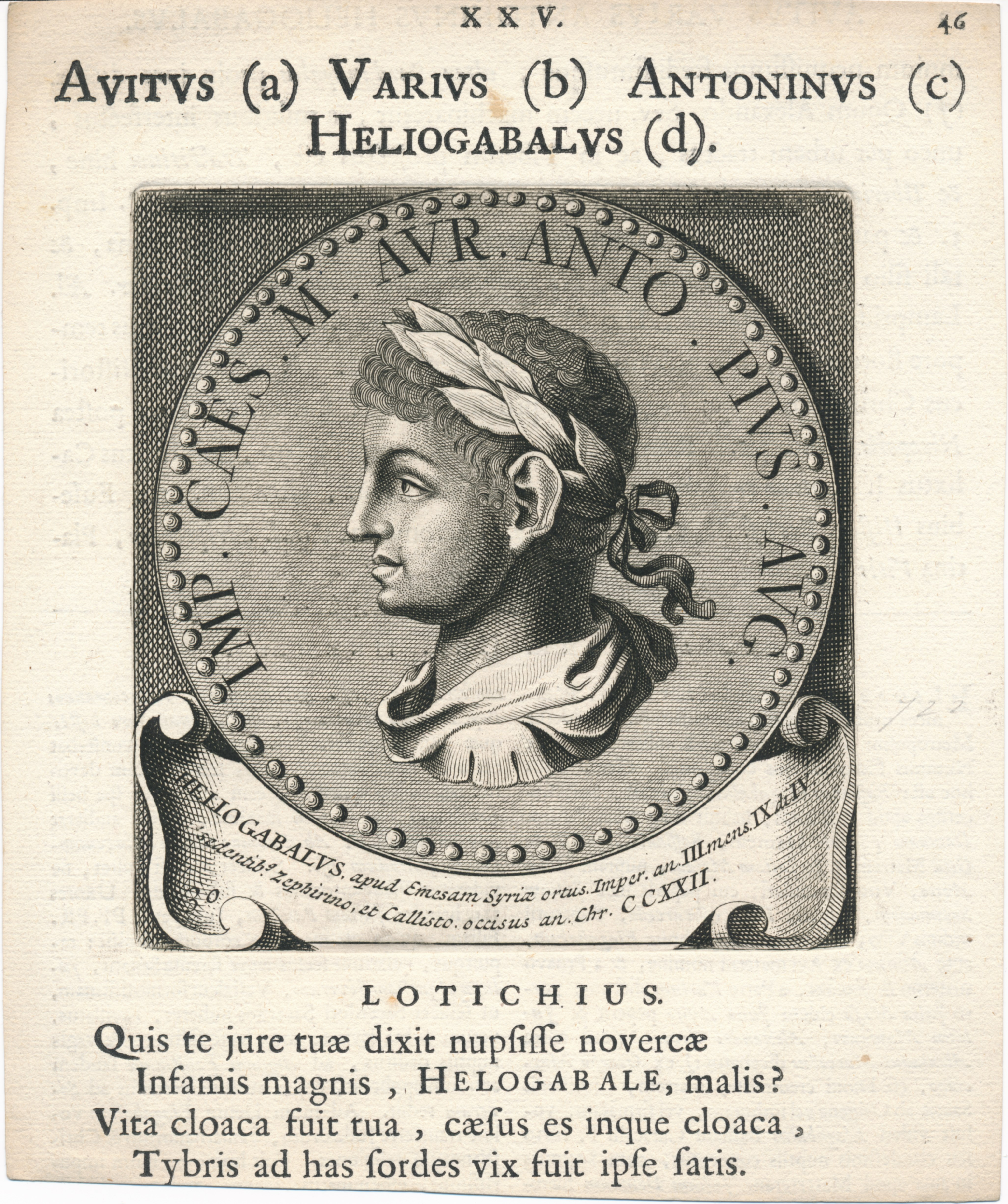
Gravure in medaillon Auitus Varius Antoninus Heliogabalus; 1710

#### Herodianus
Een andere tijdgenoot van Elagabalus was Herodianus, een lagere Romeinse ambtenaar die leefde van ca. 170 tot ca. 240. Zijn werk, Geschiedenis van het Romeinse Rijk sinds Marcus Aurelius, gewoonlijk afgekort als Romeinse geschiedenis, is een ooggetuigenverslag van de regering van Commodus tot het begin van de regeerperiode van Gordianus III. Zijn werk overlapt grotendeels met de Romeinse geschiedenis van Cassius Dio. Beide teksten lijken onafhankelijk van elkaar tot stand te zijn gekomen en lijken ook consistent met elkaar te zijn.
Hoewel Herodianus geldt als minder betrouwbaar dan Cassius Dio, maakt zijn gebrek aan literaire en wetenschappelijke pretenties hem minder bevooroordeeld dan senatoriale historici. Herodianus wordt als de belangrijkste bron voor de religieuze hervormingen beschouwd, die tijdens het bewind van Elagabalus plaatsvonden. Zijn beweringen zijn bevestigd door modern numismatisch en archeologisch bewijs

#### 19e eeuw
Sommige latere auteurs waren zo mogelijk nog vernietigender over Elagabalus. Zo noemde de 19e-eeuwse historicus Seth William Stevenson hem "...the most cruel and infamous wretch that ever disgraced humanity and polluted a throne..." ("...de wreedste en verachtelijkste stakker die ooit de mensheid ontsierde en een troon vervuilde...").

### Recente historici
Sommige hedendaagse historici zijn begonnen om het bewijsmateriaal aangaande Elagabalus te herevalueren. Hieruit komt een heel ander beeld van zijn leven en regering en de redenen voor zijn ondergang naar voren. Martijn Icks haalt in Images of Elagabalus (2008; in 2012 herdrukt als de De misdaden van Elagabalus) de onbetrouwbaarheid van de oude bronnen aan. Icks concludeert dat het eerder zijn onorthodoxe religieuze praktijken dan zijn seksuele gedrag was, dat de machtselite van Rome zodanig van hem vervreemdde, dat zijn eigen grootmoeder het nuttig vond om hem van kant te laten maken om hem daarna te vervangen door zijn neef.
Leonardo de Arrizabalaga y Prado is in The Emperor Elagabalus: Fact or Fiction? (2008) nog kritischer over de antieke historici en speculeert dat noch religie, noch seksualiteit een rol hebben gespeeld in de val van de jonge keizer: Elagabalus was simpelweg de verliezer in een machtsstrijd binnen de keizerlijke familie. De loyaliteit van de pretoriaanse garde was te koop en Julia Maesa had de middelen om haar kleinzoon te slim af te zijn. Nadat Elagabalus, zijn moeder, en zijn directe kring van vertrouwelingen waren vermoord, resulteerde een grootschalige propagandaoorlog om zijn herinnering zo zwart mogelijk af te schilderen in een karikatuur die tot de huidige dag is blijven bestaan, herhaald en vaak verfraaid door latere historici, die hun eigen vooroordelen tegen verwijfdheid en andere "ondeugden", die de persoon van Elagabalus was komen te belichamen, de vrije loop lieten.

### In de literatuur
De Nederlandse schrijver Louis Couperus schreef een volumineuze roman over Elagabalus, De Berg van Licht (1905). Het leven en de wrede dood van de jonge keizer worden er plastisch in beschreven.

### Antieke bronnen
- Cassius Dio, Historia Romana LXXIX-LXXX, vertaald en geredigeerd door. E. Cary, 9 dln., Cambridge, Mss., 1914-1927. Engelse vertaling.
- Herodianus, Ab excessu divi Marci (Crisis in Rome), vertaald door M.F.A. Brok, Bussum, 1973.
- V. Hunink, (introd. trad.), Het schandelijke leven van Heliogabalus, Amsterdam, 2001 (= 2005) (PDF)